# Mònica Vilasau Solana
Mònica Vilasau Solana (Barcelona, 1980) és una jurista, advocada i professora universitària catalana, experta en dret digital.
Es va llicenciar en Dret a la Universitat de Barcelona i es va doctorar a la mateixa universitat l'any 2015, amb la tesi El consentimiento en el tratamiento de datos de carácter personal en un contexto de asimetría contractual.
És professora universitària dels estudis de Dret i Ciència Política de la Universitat Oberta de Catalunya i també de Dret Digital i protecció de dades de postgrau, també en la UOC. És experta en dret informàtic, dret a la intimitat en l'ús de les tecnologies, protecció de dades, i dret dels consumidors i dret de les persones discapacitades. Ha analitzat, entre d'altres, el marc regulador de la protecció de dades i el dret a l'oblit.

## Publicacions
- Francesca Llodrà Grimalt, Mònica Vilasau Solana, Dret privat de les activitats turístiques, 2007. ISBN 9788497885591.
- Joan Balcells, Agustí Cerrillo i Martínez, Miquel Peguera, Ismael Peña López, María José Pifarré, Mònica Vilasau Solana (coords), Internet, Derecho y Política: una década de transformaciones, 2014. ISBN 978-84-697-0826-2.
- "El cas Google Spain: l’afirmació del cercador com a responsable del tractament i el reconeixement del dret a l’oblit (anàlisi de la STJUE de 13 de maig de 2014)" a IDP, Revista d'Internet, Dret i Política, núm.18 (Juny, 2014). ISSN 1699-8154.
- Mónica Arenas Ramiro (et al), Tratamiento de datos personales en centros educativos: Cuestiones prácticas, 2021. ISBN 9788413880563.